# Idioma mumeng
Mumeng es un continuo dialectal de la familia austronesia en la provincia de Morobe, Papúa Nueva Guinea. Dambi–Kumalu y Patep–Zenag–Gorakor tienen cierto grado de inteligibilidad mutua. Kapin también puede pertenecer.